# Церква Різдва Пресвятої Богородиці (Пилипець)
Це́рква Різдва́ Пресвято́ї Богоро́диці — дерев'яна церква, яка знаходиться у с. Пилипець, Міжгірського району Закарпатської області. Один із кращих зразків барокового стилю дерев'яної церковної архітектури, пам'ятка архітектури національного значення (№ 221).

## Архітектура
Церква побудована зі смерек. Проте переважає версія, згідно з якою розкішну барокову церкву Різдва Пресвятої Богородиці збудували з ялинових брусів з 1759 до 1762 року. У 1841 році церкву реставрували, про що свідчить табличка на південній стіні храму. Потрапити всередину можна через відкритий ґанок із західної сторони (лише під час служби або ж у свята) .
На башті церкви — декоративний циферблат. Інтер'єр храму й іконостас (XVIII ст.) — компактні. На південний схід від церкви розташована дерев'яна двох ярусна, квадратна дзвіниця, перекрита восьмигранним шатровим завершенням.
У 1979 році церкву перекрили новими драницями.
Форми споруди суворі та величні. Рівноширокі бабинець і нава утворюють більший зруб, а вівтарна частина — менший. Обидва зруби вкриті крутими двосхилими дахами. Головне декоративне навантаження несуть західний фасад і вежа, увінчана бароковими формами.

## Історія
Ремонтували церкву і в ХХ ст., тож вона досьогодні збереглася в майже автентичному вигляді. Зодягнена гонтом і драницею. Зникла лише нижня стовпчикова галерея, перетворена на таку собі «дачну веранду». Угорський уряд запропонував селянам збудувати для них новий храм в обмін на старі церковні липи, ясени та явори. Селяни відмовилися.
В радянські часи церква охоронялась як пам'ятка архітектури Української РСР (№ 221). В 2018 році церква визнана об’єктом культурної спадщини національного значення, який внесено до Державного реєстру нерухомих пам’яток України (№ 070033).

## Див також
- Церква Святого Духа (Колочава);
- Церква Святого Миколая (Свалява);
- Церква Вознесіння Господнього (Ялове);
- Церква Введення Пресвятої Богородиці (Розтока);
- Церква святого Миколи Чудотворця (Ізки).